# Веттер (Гессен)
Веттер (нем. Wetter) — город в Германии, в земле Гессен. Подчинён административному округу Гиссен. Входит в состав района Марбург-Биденкопф. Население составляет 9166 человек (на 31 декабря 2010 года). Занимает площадь 104,56 км². Официальный код — 06 5 34 021.
Город подразделяется на 9 городских районов.

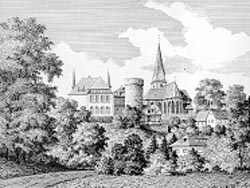
Веттер